# Guovdageaidnu
lat_seclon_seclon_minalt_names_firstlat_deglon_deglat_min
Guovdageaidnu (jezik Samov) ali Kautokeino (norveščina) (Koutokeino finščina) je vas in občina v administrativni regiji Finnmark na Norveškem.
1. ↑  »Forskrift om målvedtak i kommunar og fylkeskommunar« (v norveščini). Lovdata.no.